# 堺市立福泉東小学校
堺市立福泉東小学校（さかいしりつ ふくいずみひがし しょうがっこう）は、大阪府堺市西区にある公立小学校。

## 沿革
地域には明治時代から昭和時代初期にかけて、当時の大鳥郡（のち泉北郡）鶴田村に養徳尋常高等小学校が設置されていた。しかし1935年に鶴田村が合併で福泉町となった際、養徳尋常高等小学校は他校と合併して福泉尋常高等小学校（現在の堺市立福泉小学校）となった。現在の校区にあたる地域は長い間堺市立福泉小学校の校区となっていた。
1971年には堺市立鳳小学校から分離する形で堺市立鳳南小学校が開校した。この際、従来の福泉小学校校区だった上地区は、福泉・鳳南両小学校校区の調整区域となった。
児童数増加により、従来の福泉・鳳南の校区を再編して、堺市で72番目の市立小学校として1979年に堺市立福泉上小学校が開校し、さらに福泉の校区を一部再編して1981年に堺市立福泉東小学校が開校した。
- 1981年4月1日 - 堺市立福泉東小学校として開校。

## 通学区域
- 堺市西区 草部の一部。

卒業生は堺市立福泉中学校に進学する。

## 交通
- JR阪和線鳳駅から南西に徒歩30分、富木駅から東に徒歩30分。
- 南海バス万崎から北300m
  - JR阪和線鳳駅前から栂・美木多駅行き、横山高校前行き、北野田駅前行き、東山車庫前行き。
  - 南海泉北線栂・美木多駅北側5番乗り場から西区役所前行き、堺東駅前行き。
  - 南海高野線北野田駅前2番乗り場から西区役所前行き